# 羅尚德
羅尚德（1524年—1557年），字希容，號容斋，山西平陽府臨汾縣人，軍籍，明朝政治人物。

## 生平
嘉靖二十五年丙午科（1546年）山西鄉試第五十二名。嘉靖三十五年（1556年），登三甲第二十一名進士。通政司观政，官至浙江紹興府推官，三十六年卒。

## 家族
曾祖羅清；祖父羅讓，壽官；父羅永章，母郝氏。弟尚恩、尚綗。